# Барич
Барич је насеље у градској општини Обреновац у граду Београду. Према попису из 2022. било је 6610 становника.
У Баричу се налази фабрика „Прва Искра" (основана 1938/1939. под именом „Вистад") која је била замајац развоја овог места све до почетка југословенске кризе.

## Опште информације
Барич је насеље надомак Београда. Припада општини Обреновац и удаљен је око 4 km од њега. Поред насеља протиче река Сава.
До центра града Београда повезан је аутобуским линијама: 860, 860А, 860S и 860Е, као и линијама од Индустријске зоне попут : 860Б, 860Ц, 860М и 860И. Кроз Обреновац и до околних места може се стићи линијама 860У, 860ВП, 860Т, 860Г и 860БЛ.

## Историја
Барич је у средњем веку лежао на супротној страни Саве и био познат под именом "Барићи", назван вероватно због великог броја бара формирано од стране Саве. Постојала је и Баричка тврђава али је она, као и сам град, порушена 1521. године од стране Османског царства.
Све до краја Другог светског рата, Барич је са Београдом са једне стране и са Ваљевом са друге стране повезивала железничка пруга уског колосека која је у послератним годинама уклоњена. Делови Барича и данас носе називе из тог раздобља: Барич-Рампа или Барич-Станица.
До почетка деведесетих година Барич је био познат по виноградима на брду изнад Саве. С обзиром на повољан положај (река Сава, Баричка ада, ушће Колубаре у Саву итд.) 70-их година 20. века дошло је до значајније стамбене изградње углавном породичних стамбених кућа тако да Барич данас има читаве делове који су викенд-насеља.
Барич данас има модерну телефонску мрежу, водовод, струју и, у свим деловима насеља, мрежу кабловске телевизије као и у појединим деловима канализацију а до 2026 године и у целом насељу.
Насеље има и савремен дом здравља изграђен након бомбардовања 1999. године, цркву, основну школу, обданиште пошту основну школу 14 октобар са више од 1000 ђака, фудбалски клуб Прва Искра кошаркашке клубове СЛОБОДА и АБА, као и индустријску зону у којој се налази једно од највећих транспортних предузећа у Србији као и једна од највећих фабрика у Србији MEI TA Europe  која упошљава више од 3.000 радника као и фабрику за производњу душека Bonneli doo.
Црква Покрова Пресвете Богородице у Баричу је под заштитом државе као споменик културе. Ту се налази иконостас који је до 1874. био у Топчидерској цркви, а радили су Димитрије Јакшић, Јован Стергевић („молер Јања“) и Константин Лекић. Рестауриран је 2013. године.

## Демографија
У насељу Барич живи 5248 пунолетних становника, а просечна старост становништва износи 38,0 година (37,0 код мушкараца и 38,9 код жена). У насељу има 2053 домаћинства, а просечан број чланова по домаћинству је 3,21.
Ово насеље је великим делом насељено Србима (према попису из 2002. године), а у последња три пописа, примећен је пораст у броју становника.
|             | \| Демографија[3] \| Демографија[3] \| Демографија[3] \| \| Година \| Становника \| Становника \| \| -------------- \| -------------- \| -------------- \| \| 1948. \| 1.570 \| \| \| 1953. \| 2.160 \| \| \| 1961. \| 2.604 \| \| \| 1971. \| 2.931 \| \| \| 1981. \| 5.033 \| \| \| 1991. \| 5.982 \| 5.847 \| \| 2002. \| 6.586 \| 6.760 \| \| 2011. \| 6.918 \| \| |            |
| Демографија | |            |
| Година      | Становника | Становника |
| 1948.       | 1.570 |            |
| 1953.       | 2.160 |            |
| 1961.       | 2.604 |            |
| 1971.       | 2.931 |            |
| 1981.       | 5.033 |            |
| 1991.       | 5.982 | 5.847      |
| 2002.       | 6.586 | 6.760      |
| 2011.       | 6.918 |            |

| Етнички састав према попису из 2002.‍ | Етнички састав према попису из 2002.‍ | Етнички састав према попису из 2002.‍ | Етнички састав према попису из 2002.‍ | Етнички састав према попису из 2002.‍ |
| ------------------------------------ | ------------------------------------ | ------------------------------------ | ------------------------------------ | ------------------------------------ |
|                                      |                                      |                                      |                                      |                                      |
| Срби                                 | Срби                                 |                                      | 6.230                                | 94,59%                               |
| Црногорци                            | Црногорци                            |                                      | 99                                   | 1,50%                                |
| Југословени                          | Југословени                          |                                      | 23                                   | 0,34%                                |
| Хрвати                               | Хрвати                               |                                      | 19                                   | 0,28%                                |
| Македонци                            | Македонци                            |                                      | 18                                   | 0,27%                                |
| Роми                                 | Роми                                 |                                      | 13                                   | 0,19%                                |
| Муслимани                            | Муслимани                            |                                      | 6                                    | 0,09%                                |
| Бугари                               | Бугари                               |                                      | 6                                    | 0,09%                                |
| Руси                                 | Руси                                 |                                      | 5                                    | 0,07%                                |
| Словаци                              | Словаци                              |                                      | 4                                    | 0,06%                                |
| Словенци                             | Словенци                             |                                      | 3                                    | 0,04%                                |
| Албанци                              | Албанци                              |                                      | 3                                    | 0,04%                                |
| Украјинци                            | Украјинци                            |                                      | 2                                    | 0,03%                                |
| Мађари                               | Мађари                               |                                      | 2                                    | 0,03%                                |
| Буњевци                              | Буњевци                              |                                      | 2                                    | 0,03%                                |
| Немци                                | Немци                                |                                      | 1                                    | 0,01%                                |
| непознато                            | непознато                            |                                      | 126                                  | 1,91%                                |

| \| \| м \| \| \| ж \| \| ? \| 17 \| \| \| 21 \| \| 80+ \| 25 \| \| \| 68 \| \| 75—79 \| 45 \| \| \| 67 \| \| 70—74 \| 103 \| \| \| 126 \| \| 65—69 \| 141 \| \| \| 135 \| \| 60—64 \| 193 \| \| \| 194 \| \| 55—59 \| 177 \| \| \| 173 \| \| 50—54 \| 299 \| \| \| 287 \| \| 45—49 \| 290 \| \| \| 316 \| \| 40—44 \| 227 \| \| \| 249 \| \| 35—39 \| 213 \| \| \| 188 \| \| 30—34 \| 227 \| \| \| 236 \| \| 25—29 \| 264 \| \| \| 252 \| \| 20—24 \| 279 \| \| \| 248 \| \| 15—19 \| 239 \| \| \| 225 \| \| 10—14 \| 204 \| \| \| 184 \| \| 5—9 \| 182 \| \| \| 162 \| \| 0—4 \| 172 \| \| \| 158 \| \| Просек : \| 37,0 \| \| \| 38,9 \| |      |  |  |      |
| |      |  |  |      |
| | м    |  |  | ж    |
| ? | 17   |  |  | 21   |
| 80+ | 25   |  |  | 68   |
| 75—79 | 45   |  |  | 67   |
| 70—74 | 103  |  |  | 126  |
| 65—69 | 141  |  |  | 135  |
| 60—64 | 193  |  |  | 194  |
| 55—59 | 177  |  |  | 173  |
| 50—54 | 299  |  |  | 287  |
| 45—49 | 290  |  |  | 316  |
| 40—44 | 227  |  |  | 249  |
| 35—39 | 213  |  |  | 188  |
| 30—34 | 227  |  |  | 236  |
| 25—29 | 264  |  |  | 252  |
| 20—24 | 279  |  |  | 248  |
| 15—19 | 239  |  |  | 225  |
| 10—14 | 204  |  |  | 184  |
| 5—9 | 182  |  |  | 162  |
| 0—4 | 172  |  |  | 158  |
| Просек : | 37,0 |  |  | 38,9 |

| Година пописа     | 1948. | 1953. | 1961. | 1971. | 1981. | 1991. | 2002. |
| ----------------- | ----- | ----- | ----- | ----- | ----- | ----- | ----- |
| Број домаћинстава | 355   | 619   | 733   | 879   | 1.501 | 1.769 | 2.053 |

| Број чланова      | 1   | 2   | 3   | 4   | 5   | 6   | 7  | 8 | 9 | 10 и више | Просек |
| ----------------- | --- | --- | --- | --- | --- | --- | -- | - | - | --------- | ------ |
| Број домаћинстава | 306 | 448 | 381 | 561 | 202 | 118 | 25 | 9 | 2 | 1         | 3,21   |

| Пол    | Укупно | Неожењен/Неудата | Ожењен/Удата | Удовац/Удовица | Разведен/Разведена | Непознато |
| ------ | ------ | ---------------- | ------------ | -------------- | ------------------ | --------- |
| Мушки  | 2.739  | 875              | 1.678        | 89             | 88                 | 9         |
| Женски | 2.785  | 615              | 1.703        | 348            | 113                | 6         |
| УКУПНО | 5.524  | 1.490            | 3.381        | 437            | 201                | 15        |

| Пол    | Укупно                    | Пољопривреда, лов и шумарство | Рибарство                            | Вађење руде и камена | Прерађивачка индустрија       |
| ------ | ------------------------- | ----------------------------- | ------------------------------------ | -------------------- | ----------------------------- |
| Мушки  | 1.375                     | 30                            | 0                                    | 0                    | 429                           |
| Женски | 948                       | 28                            | 0                                    | 0                    | 170                           |
| Укупно | 2.323                     | 58                            | 0                                    | 0                    | 599                           |
|        |                           |                               |                                      |                      |                               |
| Пол    | Производња и снабдевање   | Грађевинарство                | Трговина                             | Хотели и ресторани   | Саобраћај, складиштење и везе |
| Мушки  | 98                        | 187                           | 241                                  | 27                   | 145                           |
| Женски | 30                        | 15                            | 233                                  | 37                   | 36                            |
| Укупно | 128                       | 202                           | 474                                  | 64                   | 181                           |
|        |                           |                               |                                      |                      |                               |
| Пол    | Финансијско посредовање   | Некретнине                    | Државна управа и одбрана             | Образовање           | Здравствени и социјални рад   |
| Мушки  | 7                         | 51                            | 54                                   | 19                   | 19                            |
| Женски | 16                        | 68                            | 32                                   | 61                   | 164                           |
| Укупно | 23                        | 119                           | 86                                   | 80                   | 183                           |
|        |                           |                               |                                      |                      |                               |
| Пол    | Остале услужне активности | Приватна домаћинства          | Екстериторијалне организације и тела | Непознато            | Непознато                     |
| Мушки  | 53                        | 0                             | 1                                    | 14                   | 14                            |
| Женски | 53                        | 3                             | 0                                    | 2                    | 2                             |
| Укупно | 106                       | 3                             | 1                                    | 16                   | 16                            |

## Познате личности
- Миланче Радосављевић (*1944), певач народне музике.